# Psapharochrus parvus
Psapharochrus parvus är en skalbaggsart som först beskrevs av Chemsak och Hovore 2002.  Psapharochrus parvus ingår i släktet Psapharochrus och familjen långhorningar.
Artens utbredningsområde är Guatemala. Inga underarter finns listade i Catalogue of Life.